# Vilmos Aba Novák
Vilmos Aba Novák, madžarski slikar, grafik, kipar in pedagog, * 15. marec 1894, Budimpešta, † 29. september 1941, Budimpešta.
Bil je pomemben ekspresionistični umetnik in predstavnik t. i. rimske šole madžarskega slikarstva. Od leta 1939 do smrti je bil predavatelj.